# 노스페라투 (1979년 영화)
《노스페라투》(Nosferatu the Vampyre)는 1979년 개봉한 서독의 공포 영화이다. 베르너 헤어초크가 감독을 맡았으며, 프리드리히 빌헬름 무르나우의 영화 노스페라투: 공포의 교향곡을 리메이크한 작품이다.

## 출연

### 주연
- 클라우스 킨스키
- 이자벨 아자니

### 조연
- 브루노 간츠
- 롤랜드 토퍼
- 월터 라든거스트

## 기타
- 원작자: 브램 스토커
- 미술: 헨닝 본 기어크
- 의상: 기셀라 스토치